# Блок-Пост Красавка
Блок-Пост Кра́савка (рос. Блок-Пост Красавка) — селище у складі Могочинського району Забайкальського краю, Росія. Входило до складу Амазарського міського поселення. Скасоване у 2024 році як населений пункт через відсутність населення.

## Населення
Населення — 3 особи (2010; 7 у 2002).
Національний склад (станом на 2002 рік):
- росіяни — 100 %